# Prix Génie de la meilleure actrice dans un second rôle
Le prix Génie de la meilleure actrice dans un second rôle (Génie Award for Best Performance by an Actress in a Supporting Role) est décerné depuis 1980 par l'Académie canadienne du cinéma et de la télévision pour récompenser la meilleure actrice dans un second rôle dans un film canadien de l'année.

## Palmarès
Note : le vainqueur de chaque année est indiqué en premier et en gras, les autres nommés sont indiqués en dessous.

### Années 1980
- 1980 : Geneviève Bujold pour son rôle dans Meurtre par décret (Murder by Decree)
  - Patricia Collins pour son rôle dans Summer's Children (en)
  - Helen Burns (en) pour son rôle dans L'Enfant du diable (The Changeling)
  - Frances Hyland pour son rôle dans L'Enfant du diable (The Changeling)
  - Barbara Gordon pour son rôle dans Wild Horse Hank

- 1981 : Kate Reid pour son rôle dans Atlantic City
  - Colleen Dewhurst pour son rôle dans Un fils pour l'été (Tribute)
  - Gale Garnett (en) pour son rôle dans Un fils pour l'été (Tribute)
  - Frances Hyland pour son rôle dans Hounds of Notre Dame (en)
  - Micheline Lanctôt pour son rôle dans L'Affaire Coffin

- 1982 : Denise Filiatrault pour son rôle dans Les Plouffe
  - Juliette Huot pour son rôle dans Les Plouffe
  - Chapelle Jaffe pour son rôle dans L'Homme de Prague (The Amateur)
  - Anne Létourneau pour son rôle dans Les Plouffe
  - Dixie Seatle (en) pour son rôle dans Ticket to Heaven

- 1983 : Jackie Burroughs (en) pour son rôle dans The Grey Fox
  - Clare Coulter pour son rôle dans By Design (en)
  - Geneviève Brassard pour son rôle dans Doux aveux (Sweet Lies and Loving Oaths)
  - Patricia Nolin pour son rôle dans La Quarantaine
  - Trudy Young (en) pour son rôle dans Melanie (en)

- 1984 : Jackie Burroughs (en) pour son rôle dans The Wars
  - Amulette Garneau pour son rôle dans Maria Chapdelaine
  - Elva Mai Hoover pour son rôle dans The Terry Fox Story (en)
  - Tedde Moore (en) pour son rôle dans A Christmas Story
  - Linda Sorgini pour son rôle dans Bonheur d'occasion

- 1985 : Linda Sorenson (en) pour son rôle dans Le Duel des héros (Draw!)
  - Jackie Burroughs (en) pour son rôle dans La Part du mensonge (The Surrogate)
  - Barbara Law pour son rôle dans Bedroom Eyes (en)
  - Elizabeth Leigh-Milne pour son rôle dans Walls
  - Jane McKinnon pour son rôle dans Un printemps sous la neige (The Bay Boy)
  - Leah Pinsent pour son rôle dans Un printemps sous la neige (The Bay Boy)

- 1986 : Linda Sorenson (en) pour son rôle dans Joshua Then and Now
  - Lally Cadeau (en) pour son rôle dans Separate Vacations
  - Barbara Gordon pour son rôle dans Overnight
  - Fernanda Tavares pour son rôle dans 90 Days

- 1987 : Louise Portal pour son rôle dans Le Déclin de l'empire américain
  - Lucie Laurier pour son rôle dans Anne Trister
  - Andrée Pelletier pour son rôle dans Bach et Bottine
  - Geneviève Rioux pour son rôle dans Le Déclin de l'empire américain
  - Marie Tifo pour son rôle dans Les Fous de Bassan

- 1988 : Paule Baillargeon pour son rôle dans Le Chant des sirènes (I've Heard the Mermaids Singing)
  - Jayne Eastwood pour son rôle dans Night Friend
  - Fran Gebhard pour son rôle dans Blue City Slammers
  - Ann-Marie MacDonald pour son rôle dans Le Chant des sirènes (I've Heard the Mermaids Singing)
  - Maruska Stankova pour son rôle dans Dreams Beyond Memory

- 1989 : Colleen Dewhurst pour son rôle dans Hitting Home (en)
  - Janet-Laine Green (en) pour son rôle dans Cowboys Don't Cry
  - Miou-Miou pour son rôle dans Les Portes tournantes
  - Helen Hughes pour son rôle dans Martha, Ruth and Edie
  - Susan Douglas Rubeš pour son rôle dans La Fugue de Maximilien Glick (en) (The Outside Chance of Maximilian Glick)

### Années 1990
- 1990 : Robyn Stevan (en) pour son rôle dans Bye Bye Blues (en)
  - Pauline Martin pour son rôle dans Jésus de Montréal
  - Johanne Marie Tremblay pour son rôle dans Jésus de Montréal

- 1991 : Danielle Proulx pour son rôle dans Amoureux fou
  - Winifred Holden pour son rôle dans Le Fabuleux gang des sept (en) (The Company of Strangers)
  - Sandrine Holt pour son rôle dans Robe noire
  - Ofelia Medina pour son rôle dans Diplomatic Immunity
  - Catherine Roche pour son rôle dans Le Fabuleux gang des sept (en) (The Company of Strangers)

- 1992 : Monique Mercure pour son rôle dans Le Festin nu (Naked Lunch)
  - Krista Bridges (de) pour son rôle dans The Shower
  - Judy Davis pour son rôle dans On My Own (en)
  - Tracey Moore pour son rôle dans Defy Gravity
  - Johanne Marie Tremblay pour son rôle dans La Sarrasine

- 1993 : Nicola Cavendish (en) pour son rôle dans The Grocer's Wife (en)
  - Brigitte Bako pour son rôle dans I Love a Man in Uniform (en)
  - Céline Bonnier pour son rôle dans Tectonic Plates (en)
  - Sylvie Drapeau pour son rôle dans Le Sexe des étoiles
  - Charlene Fernetz (en) pour son rôle dans Harmony Cats (en)
  - Kate Hennig pour son rôle dans Thirty Two Short Films About Glenn Gould

- 1994 : Martha Henry pour son rôle dans Mustard Bath (en)
  - Wanda Cannon pour son rôle dans Un temps pour aimer (For the Moment)
  - Mia Kirshner pour son rôle dans De l'amour et des restes humains (Love and Human Remains)
  - Johanne McKay pour son rôle dans Mon amie Max
  - Joanne Vannicola pour son rôle dans De l'amour et des restes humains (Love and Human Remains)

- 1996 (janvier) : Kate Nelligan pour son rôle dans Margaret's Museum
  - Anne-Marie Cadieux pour son rôle dans Le Confessionnal
  - Rachael Crawford pour son rôle dans Rude
  - Marie Gignac pour son rôle dans Le Confessionnal
  - Pascale Montpetit pour son rôle dans Eclipse (en)

- 1996 (novembre) : Martha Burns pour son rôle dans Le Long Voyage vers la nuit (en) (Long Day's Journey into Night)
  - Marie-Andrée Corneille pour son rôle dans Erreur sur la personne (Mistaken Person)
  - Josée Deschênes pour son rôle dans Le Polygraphe
  - Maria de Medeiros pour son rôle dans Le Polygraphe
  - Manon Miclette pour son rôle dans J'aime, j'aime pas

- 1997 : Seana McKenna (en) pour son rôle dans Le Jardin suspendu (The Hanging Garden)
  - France Castel pour son rôle dans Karmina
  - France Castel pour son rôle dans La Comtesse de Bâton Rouge
  - Kerry Fox pour son rôle dans Le Jardin suspendu (The Hanging Garden)
  - Joan Orenstein (en) pour son rôle dans Le Jardin suspendu (The Hanging Garden)

- 1999 : Monique Mercure pour son rôle dans Conquest (en)
  - Geneviève Bujold pour son rôle dans Last Night
  - Rachael Crawford pour son rôle dans Pale Saints
  - Anna Henry pour son rôle dans The Fishing Trip
  - Roberta Maxwell (en) pour son rôle dans Last Night

### Années 2000
- 2000 : Catherine O'Hara pour son rôle dans The Life Before This (en)
  - Suzanne Champagne pour son rôle dans Histoires d'hiver
  - Deborah Kara Unger pour son rôle dans Sunshine (A napfény íze)
  - Rachel Weisz pour son rôle dans Sunshine (A napfény íze)
  - Kathryn Zenna (en) pour son rôle dans Jack and Jill

- 2001 : Helen Shaver pour son rôle dans We All Fall Down
  - Annick Bergeron pour son rôle dans La Beauté de Pandore (Pandora's Beauty)
  - Céline Bonnier pour son rôle dans Les Muses orphelines
  - Stacy Smith pour son rôle dans New Waterford Girl (en)
  - Mary Walsh pour son rôle dans New Waterford Girl (en)
  - Barbara Williams pour son rôle dans Love Come Down (en)

- 2002 : Molly Parker pour son rôle dans Last Wedding
  - Marya Delver pour son rôle dans Last Wedding
  - Mimi Kuzyk pour son rôle dans Rebelles (Lost and Delirious)
  - Brenda Fricker pour son rôle dans The War Bride (en)
  - Molly Parker pour son rôle dans The War Bride (en)

- 2003 : Pascale Montpetit pour son rôle dans Moïse : L'Affaire Roch Thériault (Savage Messiah)
  - Brigitte Bako pour son rôle dans Saint Monica (en)
  - Moushumi Chatterjee (en) pour son rôle dans Bollywood Hollywood
  - Rachel McAdams pour son rôle dans La Voie du destin (Perfect Pie)
  - Dina Pathak (en) pour son rôle dans Bollywood Hollywood

- 2004 : Marie-Josée Croze pour son rôle dans Les Invasions barbares
  - Olympia Dukakis pour son rôle dans The Event
  - Emily Hampshire pour son rôle dans A Problem with Fear (en)
  - Meredith McGeachie pour son rôle dans Punch
  - Annabella Piugattuk pour son rôle dans The Snow Walker

- 2005 : Jennifer Jason Leigh pour son rôle dans Childstar (en)
  - Juliette Gosselin pour son rôle dans Nouvelle-France
  - Sylvie Moreau pour son rôle dans Les Aimants
  - Ellen Page pour son rôle dans Wilby Wonderful
  - Susanna Salazar pour son rôle dans A Silent Love (en)

- 2006 : Danielle Proulx pour son rôle dans CRAZY
  - Babz Chula (en) pour son rôle dans Seven Times Lucky (en)
  - Suzanne Clément pour son rôle dans L'Audition
  - Marianne Fortier pour son rôle dans Aurore
  - Micheline Lanctôt pour son rôle dans Familia

- 2007 : Carrie-Anne Moss pour son rôle dans Snow Cake
  - Caroline Dhavernas pour son rôle dans Niagara Motel
  - Marie Gignac pour son rôle dans La Vie secrète des gens heureux
  - Emily Hampshire pour son rôle dans Snow Cake
  - Vivian Wu pour son rôle dans Eve and the Fire Horse (en)

- 2008 : Kristen Thomson (en) pour son rôle dans Loin d'elle (Away from Her)
  - Marie-Ginette Guay pour son rôle dans Continental, un film sans fusil
  - Laurence Leboeuf pour son rôle dans Ma fille, mon ange
  - Véronique Le Flaguais pour son rôle dans Comment survivre à sa mère (Surviving My Mother)
  - Fanny Mallette pour son rôle dans Continental, un film sans fusil

- 2009 : Kristin Booth pour son rôle dans Jeunes adultes qui baisent (Young People Fucking)
  - Céline Bonnier pour son rôle dans Maman est chez le coiffeur
  - Éveline Gélinas pour son rôle dans Ce qu'il faut pour vivre
  - Anie Pascale (en) pour son rôle dans Tout est parfait
  - Rosamund Pike pour son rôle dans Fugitive Pieces

### Années 2010
- 2010 : Martha Burns pour son rôle dans Love and Savagery (en)
  - Liane Balaban pour son rôle dans One Week
  - Marie Brassard pour son rôle dans Les Grandes Chaleurs
  - Isabel Richer pour son rôle dans Babine
  - Sonia Vachon pour son rôle dans 5150, rue des Ormes

- 2011 : Minnie Driver pour son rôle dans Le Monde de Barney (Barney's Version)
  - Sonja Bennett (en) pour son rôle dans Cole
  - Anne-Élisabeth Bossé pour son rôle dans Les Amours imaginaires
  - Terra Hazelton (en) pour son rôle dans Fubar 2 (en)
  - Mary Walsh pour son rôle dans Crackie

- 2012 : Sophie Nélisse pour son rôle dans Monsieur Lazhar
  - Roxana Condurache (ro) pour son rôle dans Seule contre tous (The Whistleblower)
  - Hélène Florent pour son rôle dans Café de Flore
  - Julie Le Breton pour son rôle dans Starbuck
  - Charlotte Sullivan pour son rôle dans Edwin Boyd (Edwin Boyd: Citizen Gangster)